# Hamm (Lussemburgo)

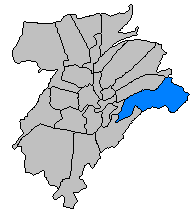
Hamm, ad est di Lussemburgo.

Hamm è un quartiere posto nella parte orientale di Lussemburgo, capitale dell'omonimo stato. È la sede del cimitero militare americano, in cui giacciono 5 076 soldati americani, tra i quali il generale George Patton.
Nel 2001 il quartiere aveva una popolazione di 1 201 abitanti.

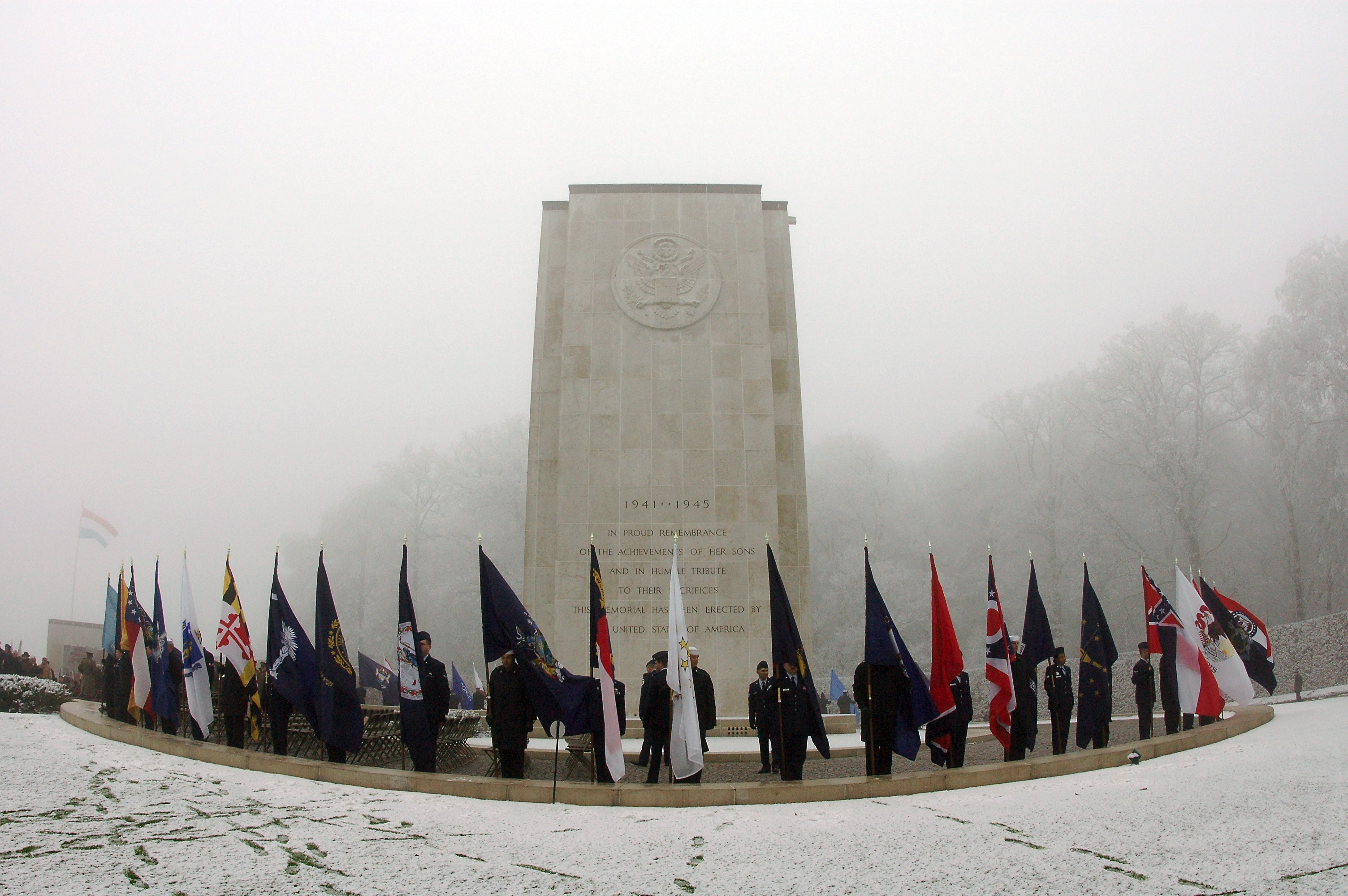
Commemorazione funebre alla tomba del generale Patton.

## Storia
Hamm è stato un comune del cantone di Lussemburgo fra il 20 dicembre 1873, quando fu separato dal comune di Sandweiler ed il 26 marzo 1920, quando fu inserito fra le città del Lussemburgo, insieme ad Hollerich e Rollingergrund.